# Henri Chrétien
Henri Chrétien (n. 1879, Saint-Denis, Paris – d. 1956, Washington) a fost un inginer optician, astronom, profesor și inventator francez. Cunoscut mai ales pentru aplicațiile opticii în astronomie (telescopul Ritchey-Chrétien)

## Biografie și telescopul Ritchey-Chrétien
Henri Chretien s-a format sub influența marilor astronomi și ingineri francezi de la începutul sec. XX. În particular, Camille Flammarion l-a influențat destul de mult. După studii de tipografie, a absolvit școala superioară de electricitate și facultatea de științe din Paris, obținând licențele ambelor instituții. În anul 1895 a devenit membru al societății astronomice din Franța. În anii 1902-1906 a lucrat cu de la Baume Pluvinelle și Henri Deslandres
În anul 1908 Henri Chrétien a călătărit la Pulkovo, unde s
-a întâlnit, printre altele cu astronomul basarabean Nicolae Donici. În anul 1909 a construit spectroheliografuul francez, inventat anterior de Milan Rastislav Štefánik. În anul 1914 Donici și  Chrétien au observat eclipsa de soare la Feodosia (Crimeea). Primele lui interese au fost legate de tipografie, optica fiziologică și analiza spectrală a cometelor. Ulterior Chrétien a fost recomandat lui Raphael Bischoffsheim, mecenat, să fondeze observatorului astronomic Côte d'Azur din Nice, situat pe malul mării mediteraneene. După decesul lui Bischoffsheim, observatorul a fost condus de către generalul Bassot. 
În anul 1909 a vizitat observatorul de la Cambridge (Marea Britanie), iar în  anul următor lucra cu spectroheliograful Mount Wilson și perfecționa telescopul lui G.W. Ritchey, care a primit ulterior denumirea de telescop Ritchey-Chrétien. Vom menționa, că în acest timp câmpurile magnetice ale soarelui erau deja cunoscute, prin cercetările lui George Ellery Hale și ale colegilor acestuia.
În anii 1920-1940, lucrând la Institutul de Optică (Institute d’Optique) el scrie lucrarea celebră asupra sistemului optic aplanat, care a înlăturat defectul sistemului Laurent Cassegrain. În anul 1927, telescopul Ritchey-Chrétien era gata, iar actualmente acest sistem de telescop se folosește în telescopul spațial Hubble. În anul 1939 Chrétien î-și petrecea timpul între Saint-Cloud, Normandia and Nice. La sfârșitul războiului și-a plasat laboratoarele la Nice. În anul 1953 a semnat un contact cu Twenty Century Fox, în vederea lansării cinemascopului (cinema stereo). El a plecat în SUA. În anul 1954 a primit premiul Oscar la festivalul din Cannes pentru realizarea în practică a cinematografiei stereo. Henri Chrétien a decedat la Washington la  7 februarie 1956 în SUA la vârsta de 77 ani.    

## Invențiile lui Henri Chrétien
Chrétien este unul dintre marii inventatori ai secolului XX.
- În anul 1915 a inventat Colimatorul folosit în aviație.
- În anul 1923 a inventat catafotul
- În anul 1927 a inventat obiectivul Hipergonar, sau Cinemascopul, care se află la baza Cinematografiei stereo.
- În anul 1927 a inventat telescopul Ritchey-Chrétien cu sistem reflector.
- În anul 1935 a inventat periscopul pentru tancuri.

## Lucrări publicate
- ADS NASA
- Biblioteca Congresului SUA
- Biblioteca Congresului SUA

1. 1 2  Autoritatea BnF, accesat în 10 octombrie 2015
2. 1 2  Henri Chrétien, Hrvatska enciklopedija[*]
3. ↑   https://archives.paris.fr/arkotheque/visionneuse/visionneuse.php?arko=YTo2OntzOjQ6ImRhdGUiO3M6MTA6IjIwMjMtMDMtMDkiO3M6MTA6InR5cGVfZm9uZHMiO3M6MTE6ImFya29fc2VyaWVsIjtzOjQ6InJlZjEiO2k6NDtzOjQ6InJlZjIiO2k6MjE4ODk4O3M6MTY6InZpc2lvbm5ldXNlX2h0bWwiO2I6MTtzOjIxOiJ2aXNpb25uZXVzZV9odG1sX21vZGUiO3M6NDoicHJvZCI7fQ==#uielem_move=71%2C-272&uielem_islocked=1&uielem_zoom=144&uielem_brightness=0&uielem_contrast=0&uielem_isinverted=0&uielem_rotate=F Lipsește sau este vid: |title= (ajutor)